# 三笠公園

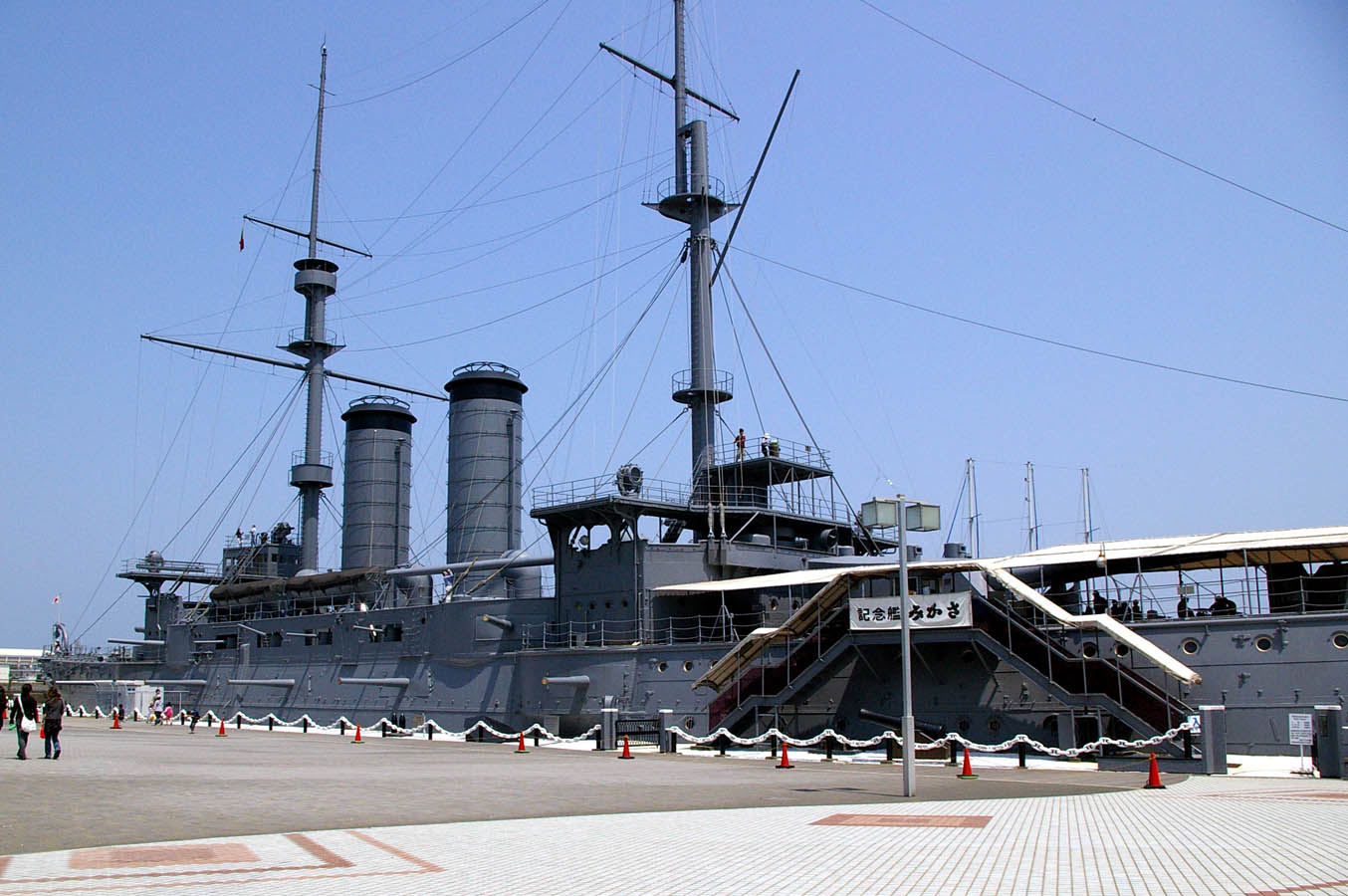
戦艦三笠

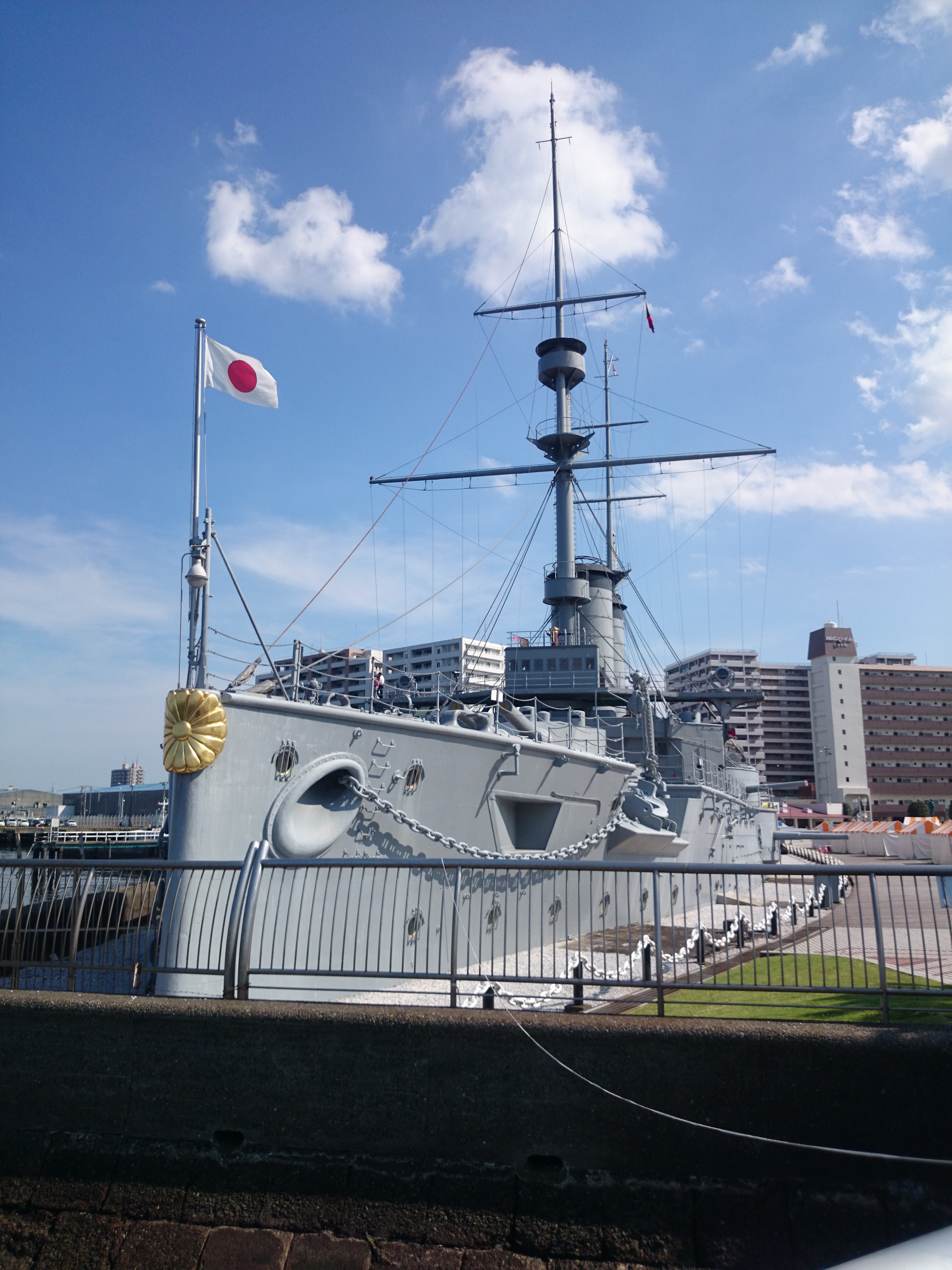
戦艦三笠（船首側より）

三笠公園（みかさこうえん）は、神奈川県横須賀市にある都市公園（歴史公園）である。横須賀新港に面しており、大日本帝国海軍の戦艦「三笠」が保存・公開されている

## 概要

### 施設
三笠公園は「日本の都市公園100選」「日本の歴史公園100選」に選ばれており、テーマは「水と光と音」。園内には流れるせせらぎの音が耳をくすぐる安らかなひと時がある。園内には音楽噴水があり、1日6回（夏季は7回）音楽に合わせて大小様々な噴水が上がるショーが1回約15分で行われ、夜にはライトアップもされる。
そのほか芝生広場や豪放な壁泉、高さ18メートルのモニュメント、東郷平八郎連合艦隊司令長官の銅像などがある。大和型戦艦の砲弾も付近に展示されているほか、大日本帝国海軍を偲ぶ形で石碑も建立されている。観光ツアーのコースのひとつとなっている。2009年放映開始のテレビドラマ『坂の上の雲』に戦艦「三笠」が登場し、撮影ロケ地となった。
公園内には、1980年に横須賀市が設置した災害時に備えた飲み水のタンクがあり、外観を国鉄D51形蒸気機関車に似せて造ってある。これは、海岸に近く工事上地下にタンクを設置できず、また公園内に無粋なタンクをそのまま設置したくなかったということから、蒸気機関車に似せてあるものである。市民1万人に1日3リットルの水を3日間程度供給できるように、100トンの水を常時蓄えている。前照灯など一部の部品は本物を入手して使用している。
また、プロレスの野外興行の会場として使用されるケースもあり、全日本プロレスが1975年の第2次サマーアクション・シリーズの横須賀大会を三笠公園で開催している。近年では西口プロレスが興行を行っている。

### 運営
横須賀市は運営を外部に委託する指定管理者制度を導入している。2017年度時点では、横須賀三笠・西武パートナーズ（西武造園と地元のトライアングル、太陽造園による共同事業体）が公園を運営している。

## 記念艦「三笠」

### 保存
岸壁には戦艦「三笠」が記念鑑として保存されている。なお、三笠の艦首は皇居へ向けられており、さらにそのまま直線状にロシアへ向けられている。これは保存時に三笠が日本海軍の象徴とされていたことと、日露戦争からいつまでもロシアのほうを覗いていることから。そのため第二次世界大戦終戦直後にソビエト連邦 （現ロシア連邦）から三笠解体の声が上がったが、交渉等により解体は回避された。
1949年に三笠とその周辺を遊園地「みかさ園」とされ、その中核の施設として艦上に「三笠水族館｣が建てられたが、その後ダンスホールなども作られた。復元運動により、1959年にみかさ園は閉鎖され、関連施設も撤去された。

### 行進曲軍艦の碑
市民団体の手で「行進曲軍艦の碑」が1996年（平成8年）に建立された。神奈川県横須賀市三笠公園・記念艦三笠。片面に旋律、反対側に歌詞が記されている。旋律はト長調で記譜されている。
また2022年11月20日に「世界移動系歴史遺産」として登録された。
- 貯水槽
- 三笠公園の噴水
- 行進曲軍艦の碑（三笠公園）

## 開園時間
公園自体の開園時間は8時 - 21時（11月 - 3月は9時 - 20時）となっている。
記念鑑三笠については、
- 4月 - 9月 9：00 - 17：30
- 3月・10月 9：00 - 17：00
- 1月・2月・11月・12月 9：00 - 16：30

で年中無休である。

## 交通
- 横須賀中央駅より徒歩15分
- 横須賀駅より徒歩30分

三笠桟橋からは猿島への渡船が発着している。